# Montcau (les Valls d'Aguilar)
El Montcau és una muntanya de 1.794,2 metres que es troba al municipi de les Valls d'Aguilar, a la comarca de l'Alt Urgell.